# Військово-морські сили Великої Британії
Королі́вський військо́во-морськи́й флот (англ. Royal Navy) — військово-морський флот Сполученого Королівства та складова частина Військово-морської служби Його Величності. Хоча військові кораблі використовувалися англійськими та шотландськими королями ще з раннього середньовіччя, перші великі морські битви відбулися під час Столітньої війни проти Франції. Сучасний Королівський військово-морський флот бере свій початок на початку 16-го століття; найстаріший з видів Британських збройних сил, тому він відомий під назвою «Старша служба» (Senior Service).
Історія флоту починається з 18 сторіччя, коли він відіграв важливу роль у становленні та розширенні Британської імперії. У 19-20-му сторіччях був наймогутнішим флотом світу, відіграв значну роль в успішних військових діях країни у двох світових війнах. Серед країн НАТО зараз другий за могутністю після Флоту США флот альянсу, здатний проводити військові операції у глобальному масштабі.
Станом на травень 2022 року флот Великої Британії має у своєму складі 73 кораблі (включаючи підводні човни та один історичний корабель HMS Victory), а також 11 кораблів Королівського допоміжного флоту (RFA).

## Офіційні завдання
Офіційними заваданнями військово-морськіх сил Великої Британії є:
- Запобігання конфліктам — присутність Королівського флоту на світовій арені розглядається як інструмент для підтримання миру та стабільної ситуації на морі, стримання потенційних загроз.
- Забезпечення безпеки на морі — Королівський флот пильно стежить за внутрішніми та міжнародними водами, захищаючи своїх громадян і союзників від піратів, терористів і злочинців, гарантуючи, що життєво важлива торгівля може тривати безперервно.
- Міжнародне партнерство — як острівна держава Велика Британія покладається на міцні зв'язки зі своїми союзниками та торговими партнерами по всьому світу. Королівський флот підтримує ці відносини, щоб забезпечити процвітання країни.
- Бойова готовність — Королівський флот є потужною бойовою силою. Якщо дипломатія зазнає невдачі, на ВМС Великої Британії покладено завдання захистити інтереси країни, підтримувати виконання резолюцій ООН і допомагати союзникам Сполученого Королівства.
- Захист економіки — морська торгівля є важливою для британського способу життя, оскільки 95 % економічної діяльності Великої Британії залежить від океанів. Більшість морської торгівлі проходить через декілька ключових точок. На ВМС покладена місія по захисту цих життєво важливих територій, забезпечуючи безпечний прохід і заохочуючи вільну торгівлю.
- Надання гуманітарної допомоги — Королівський флот надає життєво необхідну підтримку, допомогу після стихійних лих, таких як урагани, землетруси та епідемії. У цих випадках ВМС Великої Британії підтримують правопорядок, відновлюють водопостачання та електропостачання, ремонтують злітно-посадкові смуги, дороги та будівлі.

## Управління
Королівський військово-морський флот Великої Британії управляється Адміралтейством. Найвищий орган адміралтейства — рада, головою якої є перший лорд адміралтейства (військово-морський міністр), особа цивільна, як правило, представник правлячої партії, депутат парламенту.
У раду адміралтейства, залежно від обстановки, входить зазвичай від 9 до 15 членів (основне ядро): перший лорд адміралтейства (військово-морський міністр), перший морський лорд (начальник головного морського штабу), другий морський лорд (начальник особового складу флоту), третій морський лорд (начальник кораблебудування і озброєння флоту), четвертий морський лорд (начальник постачання і транспорту флоту), п'ятий морський лорд (начальник морської авіації).
Організаційно ВМС Великої Британії включають:
- Надводний флот (англ. Surface Fleet);
- Служба підводних човнів (англ. Submarine Service);
- Морська авіація (англ. Fleet Air Arm);
- Королівський допоміжний флот (англ. Royal Fleet Auxiliary).

## Історія
Усвідомлюючи зростаючу необхідність проекції сили на морі, Генріх VIII  у 1546 році офіційно заснував власний флот, відомий як Королівський флот. Новостворений флот потребував більш розвиненої адміністрації і у відповідь на цю потребу було створено «Управління ВМС», яке пізніше (у 1832 році) буде замінено Радою адміралтейств. Після початку громадянської війни, влада Англійської республіки  розбудувала і посилила флот, до наймогутнішого рівня у тогочасному світі. Коли король Карл II зійшов на престол у 1660 році, він успадкував величезний флот із 154 кораблів; це був початок історії Королівського флоту, яким ми його знаємо сьогодні.
Період становлення умовно тривав з 1660 року по 1815-й. У цей час Британія утверджувалася як домінуюча морська держава, але зберегати цей статус часто було важкою справою. Після двох малоуспішних війн проти голландців ці роки відзначилися серією помітних перемог над французами. При цьому Франції вдалося нанести поразку англо-голландському флоту під Бічі-Гед у 1690 році. Французькі революційні війни 1793–1802 рр. і Наполеонівські війни 1803–1815 рр. призвели до того, що Королівський флот досяг піку могутності, домінуючи над флотами всіх супротивників Британії.  Вершина досягнень військово-морського флоту того часу припадає на 21 жовтня 1805 року в битві при Трафальгарі, де чисельно менший британський флот під командуванням адмірала лорда Нельсона завдав рішучої поразки об’єднаному французькому та іспанському флоту.
Період відносного миру в Європі та світі, впродовж якого Британська імперія повністю домінувала на морі та контролювала більшість морських торговельних шляхів прийнято називати Pax Britannica. Початком Pax Britannica історики вважають період після Битви при Ватерлоо, а закінченням — початок Першої світової війни. У цей період морська наука зазнала всебічної трансформації, викликаної появою парового двигуна, початком будівництва суцільнометалевих кораблів і новими типами боєприпасів. Ці зміни ознаменували кінець епохи вітрил і будівельних технологій, які домінували в попередньому столітті. Незважаючи на повну заміну військового флоту, Королівський флот зумів зберегти перевагу над усіма потенційними суперниками завдяки британському лідерству в промисловій революції. 
Наприкінці цього періоду спостерігалося посилення військово-морської конкуренції з боку старих суперників Британії, таких як Франція, та нових, таких як Імперська Німеччина та Японія. Ці виклики призвели до появи Закону про морську оборону 1889 року, який мав збільшити військово-морську силу Сполученого Королівства та офіційно прийняти «стандарт двох держав». Стандарт передбачав, що Королівський флот повинен бути таким же сильним, як наступні два найбільші флоти світу разом узяті (на той момент, Франція та Росія), тобто мати у своєму складі кількість лінійних кораблів, щонайменше рівну їхній загальній силі.
Накопичена напруженість у міжнародних відносинах вилилася у 1914 році в Першу світову війну. Серйозною загрозою, з якою зіткнувся Королівський флот, були напади на торгові судна німецьких підводних човнів. Боротьба з нею призвела до впровадження системи конвоїв, що допомагала у боротьбі з німцями. У цей час основні сили Королівського флоту були здебільшого розташовані у Британії у складі Великого Флоту, який протистояв німецькому Флоту відкритого моря у Північному морі. Між ними відбулося кілька безрезультатних зіткнень, найбільшим з яких стала Ютландська битва, що тривала з 31 травня по 1 червня 1916 у Північному морі на захід Ютландського півострова. У битві брали участь 249 бойових кораблів з обох сторін і, з огляду на загальний тоннаж суден учасників битви, це найбільша у світовій історії морська битва. Британська перевага на морі виявилася нездоланною, що призвело до того, що Флот відкритого моря відмовився від будь-яких спроб кинути виклик британському домінуванню і врешті решт був затоплений на базі британських Королівських ВМС Скапа-Флоу на Оркнейських островах.
Після Першої світової війни виник міжнародний рух за роззброєння. Вашингтонська морська угода 1922 року ввела обмеження на загальний тоннаж флоту, калібр гармат та тоннаж окремих кораблів. На момент підписання договору вже було скасовано будівництво трьох лінійних крейсерів типу “Адмірал”. Крім того, згідно з договором, три «великих легких крейсера» — “Глорієс”, “Корейджес” і “Ф'юріос” — були переобладнані на авіаносці.  У 1920-х роках відбулося значне скорочення заробітної плати, в деяких випадках воно досягло 25%. Саме в цей період Велика Британія відмовилася від стандарту двох держав, згідно з яким Королівський флот мав бути принаймні таким же великим, як два наступні за величиною флоти інших держав разом узяті. Окрім фінансового тиску, зростання військово-морського флоту Сполучених Штатів означало б, що Велика Британія фактично була б змушена конкурувати з союзником, а не з потенційними супротивниками Францією та Росією, як це було раніше. Натомість до 1922 року військово-морський флот прийняв «стандарт однієї сили», згідно з яким Королівський флот повинен відповідати розміру ВМС Сполучених Штатів. Із зростанням міжнародної напруженості в середині 1930-х років Другий Лондонський військово-морський договір 1936 року не зміг зупинити гонки морських озброєнь, і до 1938 року обмеження договору фактично ігнорувалися. До цього моменту переозброєння Королівського флоту йшло повним ходом, будувалися нові лінійні кораблі типу “Кінг Джордж V”, все ще затронутих договором, і перших повнорозмірних спеціально побудованих авіаносців. На додаток до новозбудованих кораблів було реконструйовано кілька існуючих старих лінкорів і важких крейсерів. Було посилене зенітне озброєння, а також були розроблені нові гідролокатори та гідрофони. 
На початку війни в 1939 році Королівський флот був найбільшим у світі, налічуючи понад 1400 суден. Під час однієї з перших фаз Другої світової війни Королівський флот забезпечував прикриття військ під час операції «Динамо» – евакуації британців із Дюнкерка, а також виступив як стримуючий фактор від німецького вторгнення до Британії протягом наступних чотирьох місяців. Однією з найбільш важливих для ВМС Великої Британії стала битва за Атлантику, у ході якої Королівський флот захищав життєво важливі лінії постачання морем у Велику Британію від нападу німецьких підводних човнів. Перевага на морі була життєво важливою для проведення десантних операцій, таких як вторгнення в Північно-Західну Африку, Сицилію, Італію. Яскравою сторінкою в історії Британских ВМС є “День Д” – висадка союзників у Нормандії, Франція.
Незважаючи на спротив головнокомандувача флотом США адмірала Ернеста Кінга, Королівський флот направив велику оперативну групу в Тихий океан (Британський тихоокеанський флот) для дій проти Японії. Це вимагало використання зовсім інших підходів до ведення бойових дій, виділення значного ешелону підтримки флоту, поповнення запасів на морі та акценту на морській авіації і обороні. Найуспішнішою видалася операція «Меридіан», коли було завдано ударів по нафтопереробним заводам на Суматрі, щоб позбавити японців доступу до ресурсів. Окрім того британський флот підтримував союзні сили під час битви за Окінаву. 
До кінця війни Королівський флот налічував понад 4800 кораблів. Однак у 1943 році він втратив свою статус найбільшого військово-морського флоту у світі на користь ВМС США, статус який зберігався протягом понад століття.
Після Другої світової війни занепад Британської імперії та економічні труднощі у Великій Британії змусили скоротити розмір і потужності Королівського флоту. Усі довоєнні кораблі (за винятком легких крейсерів класу «Таун» (1936) ) були швидко виведені з експлуатації та більшість з них розпродані на брухт протягом 1945–48 років, і лише кораблі в найкращому стані були збережені (чотири вцілілі лінійні кораблі класу «Кінг Джордж V», авіаносці, крейсери та деякі міноносці). Дедалі потужніший ВМС Сполучених Штатів взяв на себе колишню роль Королівського флоту як глобальної військово-морської сили. Поєднання загрози з боку Радянського Союзу та зобов'язань Великої Британії в усьому світі створило нову роль для ВМС. Першим британським атомним підводним човном став «Дредноут», який був введений в експлуатацію в 1963 році і відкрив нову сторінку в історії Королівського флоту. Стратегічний вплив Королівського військово-морського флоту змінився з появою атомних підводних човнів з балістичними ракетами. «Резолюшен», перша з підводних човнів озброєних ракетами «Поларіс», розпочала патрулювання в 1968 році, замінивши бомбардувальники Королівських ВПС як засіб стратегічного ядерного стримування Великої Британії.
Найважливішою операцією, проведеною Королівським флотом після Другої світової війни, була  війна проти Аргентини за Фолклендські острови в 1982 році. Лише через чотири дні після вторгнення 2 квітня оперативна група відпливла до Південної Атлантики, а за нею й інші військові кораблі та кораблі підтримки. Незважаючи на втрату чотирьох військових кораблів та кораблів Королівського допоміжного флоту, Королівський флот довів, що все ще здатний вести бій за 8345 миль (12800 км) від Великої Британії. Британський човен «Конкерор» — єдиний атомний підводний човен, який вразив ворожий корабель торпедами, потопивши аргентинський крейсер «Генерал Бельграно». На останніх етапах холодної війни Королівський флот мав у своєму складі протичовнові авіаносці, а також фрегати і есмінці. Їх метою був пошук і знищення радянських підводних човнів у Північній Атлантиці. У строю також були протимінні та підводні сили, кораблі забезпечення. 
Із закінченням холодної війни та припиненням загрози радянських підводних човнів цілі та призначення Королівського флоту значно змінилися. Королівський флот брав участь у війні в Перській затоці проти Іраку, де протикорабельні ракети Sea Skua потопили значну частину іракського флоту.
Протягом наступних десятиліть були зроблені серйозні скорочення і до 1995 року близько половини підводного флоту було ліквідовано.  Після виводу з експлуатації ракет «Поларіс», запланованої на середину 1990-х років, відбулося переозброєння на ракети «Трайдент». Перші ракети «Трайдент» остаточно надійшли на озброєння в 1994 році разом з підводним човном «Вангард». Після зняття з озброєння бомби WE.177 у 1998 році, ракетний комплекс «Трайдент» став єдиною діючою системою ядерної зброї Великої Британії. Підводні човни зі стратегічними ракетами базуються на базі ВМС Клайд, на західному узбережжі Шотландії. 
ВМС брали участь у війні в Іраку 2003 року в рамках операції «Телік» під командуванням Девіда Снелсона. ВМС брали участь як у вторгненні 2003 року, так і в наступному періоді боротьби з повстанцями. У цьому конфлікті військові кораблі Королівського флоту бомбардували позиції для підтримки висадки Королівської морської піхоти на півострові Аль-Фо. Підводні човни «Сплендід» (S112) і «Турбулент» (S87) запустили кілька крилатих ракет «Томагавк» по цілях в Іраку. 
Внаслідок тривалого скорочення бюджетів ВМС Великої Британії зазнали істотного послаблення своїх можливостей. Під питанням опинилась здатність навіть повноцінного патрулювання територіальних вод Сполученого королівства. Видатки на ВМС були скорочені з 4,1 % ВВП в 1988 році до 2,6 % в 2010 році. В 2015 році було запропоновано зупинити процес скорочення видатків та розпочати програму відбудови флоту.
Так, наприклад, в 1982 році у війні за Фолклендські острови ВМС Великої Британії були здатні швидко зібрати угрупування із 115 кораблів, в тому числі два авіаносця з реактивними винищувачами в авіакрилі, та 23 есмінця і фрегата.
Станом на 2016 рік ні один із наявних на озброєнні 89 кораблів ВМС Великої Британії не мав на озброєнні реактивних літаків. Останні реактивні літаки сімейства «Гаррієр» були зняті з озброєння в 2010 році, а в серпні 2014 року був відправлений в резерв та згодом розібраний єдиний авіаносець — «Іластріес». Із наявних 89 кораблів один — вертольотоносець, 6 десантних кораблів, 6 есмінців, 13 фрегатів, 7 ударних підводних човнів, та 8 підводних човнів з балістичними ракетами. Решта — мінні тральщики, розвідувальні кораблі та інші кораблі підтримки.
Окрім скорочення кількості наявних кораблів, скорочень зазнав і особовий склад — із 39 тисяч осіб в 2000 році до трохи більше 29 тисяч осіб в 2016 році. З метою заповнення недоліку в 2000 матросів командування було вимушено залишити у причалу один з найбільших кораблів — «Ланкастер» а його екіпаж розкидати по інших кораблях.
Внаслідок несправностей та інших проблем кількість бойових кораблів скоротилась з номінальних 26 до 24 кораблів.
Аварія (зіткнення з торговим судном) підводного човна HMS Ambush в Гібралтарі висвітила відсутність резерву — відправка човна на вимушений ремонт зменшила ударний підводний флот на 15 %.
Скорочення флоту призвело і до зменшення ролі ВМС Великої Британії в міжнародних операціях по всьому світу. Стали з'являтись проблеми і у власних територіальних водах. Так, наприклад, в січні 2014 року Північним морем пройшов ракетний крейсер російських ВМС, який підійшов до узбережжя Шотландії на відстань в 30 миль. Єдиний наявний на той час есмінець ВМС Великої Британії, HMS Defender, знаходився тоді в Портсмуті, йому знадобилось 24 години аби дістатись Шотландії та супроводити російський корабель.
В 2016 році ВМС Великої Британії, вперше за 34 роки, довелось забрати всі бойові кораблі з південної Атлантики, які захищали Фолклендські острови від можливого вторгнення Аргентини.
Наявні програми модернізації флоту призводять до заміни старих кораблів меншою кількістю нових: наприклад, 12 есмінців класу Type 42 були замінені 6 есмінцями класу типу 45, 7 нових підводних човнів класу Astute мають замінити 12 старих класу «Свіфтшюр» та «Трафальгар». Попри те, що нові кораблі можуть мати потужніше озброєння, вони виявились менш надійними та складнішими в експлуатації, а менша кількість означатиме нездатність виконувати всі покладені на ВМС завдання.
7 грудня 2017 року був введений в експлуатацію перший з двох авіаносців класу «Квін Елізабет», що відновило втрачену в 2010 авіаносну морську авіацію. Ці кораблі можуть нести авіакрило з 12-24 винищувачів F-35B та гелікоптери.